# Голубовский сельский совет (Днепропетровская область)
Голубовский сельский совет (укр. Голубівська сільська рада) — входит в состав
Новомосковского района
Днепропетровской области
Украины.
Административный центр сельского совета находится в 
с. Голубовка.

## Населённые пункты совета
- с. Голубовка
- пос. Миролюбовка
- с. Воскресеновка
- пос. Кильчень
- с. Троицкое